# Bom (skibsteknologi)
 For alternative betydninger, se Bom. (Se også artikler, som begynder med Bom)
En bom er i skibsterminologi betegnelsen for et rundholt i et sejls underkant, gerne forbundet med masten fortil.
Bom er det plattyske ord for træ (højtysk: Baum).